# Lene Marlin
Lene Marlin Pedersen (Tromsø; 17 de agosto de 1980) es una cantante y compositora noruega de música pop.

## Trayectoria musical

### 1998
- Se da a conocer al gran público con el sencillo «Unforgivable sinner», que se mantuvo en el número uno de las listas de éxitos de Noruega durante ocho semanas consecutivas, y que después formaría parte de la banda sonora de la película Schpaaa .[1]

### 1999
- Su segundo sencillo, «Sitting down here», obtiene una calurosa acogida y precipita el lanzamiento, el 22 de marzo, del primer álbum, Playing my game . En solo tres días se venden más de 50000 copias, y al final de año la cifra alcanza el millón y medio de discos entre Europa y Japón.[2]
- El 26 de octubre se estrena la película francesa Mauvaises fréquentations ,[3] que incluye en su banda sonora la canción «Where I'm headed».

- A lo largo del año es premiada con numerosos galardones y reconocimientos a su trabajo: Mejor Solista de Pop, Mejor Sencillo, Mejor Artista Novel y Artista del Año en los premios Spelleman (equivalentes noruegos del Grammy ), así como el Premio de la Música concedido por la MTV al Mejor Artista Escandinavo. La gala de entrega se celebra en Dublín el día 11 de noviembre.

### 2003
- Después de un largo paréntesis creativo, a finales de julio se puede escuchar en las radios europeas una nueva canción suya. Se trata de «You weren't there».
- A mediados de septiembre aparece su segundo disco Another day, también comercializado en DVD. Consigue disco de platino en Gran Bretaña, Francia, Noruega, Suecia, Italia y Dinamarca.[4]
- A lo largo de ese otoño se suceden sus apariciones en público: Milán, París y Oslo, entre otras ciudades.
- 11 de diciembre: Interviene en la gala de entrega del Premio Nobel de la Paz.

### 2004
- Se cancela la gira europea que tenía prevista.
- Diciembre: Completa una minigira por su país junto a sus compatriotas y colegas Bertine Zetlitz y Morten Abel.

### 2005
- En enero acepta cantar un tema, "Venn", para ayudar a los países asiáticos devastados por el tsunami del Índico. Para la grabación se reúne una pléyade de cantantes noruegos, entre los que destaca Espen Lind, autor de la canción. La iniciativa se plasma en un CD doble.
- La tarde del 22 de abril aparece en la NRK1 (canal de televisión de su país) interpretando un nuevo tema: “How would it be”, a la vez que anuncia el inminente lanzamiento de un nuevo disco.
- Apenas dos meses después, el 13 de junio, se publica Lost in a moment. Fiel a su temperamento introspectivo e intimista, la cantante había estado componiendo canciones discretamente: ni su equipo de producción (Stargate), ni su compañía de discos (EMI) sabían que Lene estaba ensayando temas nuevos en sus estudios de Trondheim. «Sí, es mi álbum secreto», confiesa. «Quería rodearme de paz y sosiego, para poder trabajar sin interferencias, a mi manera».[5] Cuando terminó de grabar todos los temas se presentó en las oficinas de la compañía y, ante la sorpresa general, anunció: «Aquí tenéis. Está terminado».[6]

### 2007
- El 5 de noviembre recibe en Oslo el premio Rolf Gammeleng, que desde 1982 viene recompensando la labor de artistas profesionales noruegos.
- Compone la canción "Good Girl Gone Bad", del álbum del mismo nombre, para Rihanna.

### 2008
- Hace un dúo con el cantante Marquess en la canción "All Gone".
- A finales de agosto en uno de sus nuevos conciertos en Drammen canta 4 canciones nuevas: "You Could Have", "Do You remember", "Come home" y "Learned from Mistakes".

### 2009
- El 17 de febrero se lanza “Here We Are”, primer sencillo de su siguiente trabajo.
- Finales de marzo: se publica Twist the Truth, cuarto álbum de estudio.
- 16 de octubre: Worth it con Aleksander Denstad With

### 2010
- 9 de marzo: trabaja a la canción It's about time por Aleksander With en el álbum Still awake
- Inicio de octubre: trabaja al álbum Whole New Beginning de Elin Gaustad con las canciones Picking up the pieces y Whole new bewginning

### 2011
En 2011 ella trabajó con Gary Louris, Autumn Rowe, Mads Langer, y Tobias Stenkjaer.

### 2012–2013
- 27 de abril de 2012: escribe por el álbum September Blue de Frida Amundsen la canción Yesterday's gone.
- A finales de 2012 Lene grabó la segunda temporada del reality show musical de TV2 Hver Gang Vi møtes al lado de otros grandes artistas noruegos como Ole Paus, Anita Skorgan, Marion Raven, Kurt Nilsen, Magnus Gronneberg y Morten Abel, el programa fue un suceso en Noruega al igual que la temporada anterior, el programa fue estrenado el 5 de enero de 2013, al terminar las grabaciones del programa Marlin se ha puesto a trabajar en lo que será su nuevo álbum del cual aún no se tienen noticias concretas, así mismo también colaboró con su compañera y amiga en Hver Gang Vi møtes, Marion Raven en una canción titulada 'Prove Me Wrong', para el segundo álbum de estudio de Raven, Songs from a Blackbird editado en Noruega el 5 de abril de 2013 y con Ole Paus en la canción titulada Omfavnelsen.

## Discografía

### Álbumes
Playing my game (1999)
1. Sitting down here
2. Playing my game
3. Unforgivable sinner
4. Flown away
5. The way we are
6. So I see
7. Maybe I'll go
8. Where I'm headed
9. One year ago
10. A place nearby

Another day (2003)
1. Another day
2. Faces
3. You weren’t there
4. From this day
5. Sorry
6. My love
7. Whatever it takes
8. Fight against the hours
9. Disguise
10. Story

Lost in a moment (2005)
1. My lucky day
2. All I can say
3. How would it be
4. Hope you're happy
5. What if
6. Leave my mind
7. When you were around
8. Never to know
9. Eyes closed
10. It's true
11. Wish I could

Twist the Truth (2009)
1. Everything's good
2. Come Home
3. Here we are
4. Story of a life
5. You could have
6. I'll follow
7. Learned from Mistakes
8. Have I ever told you
9. Do you remember
10. You will cry no more

### Sencillos
De Playing my game:
- "Unforgivable sinner"
- "Sitting down here"
- "Where I'm headed"

De Another day:
- "You weren't there"
- "Another day"
- "Sorry", (solo en Italia)

De Lost in a Moment:
- "How would it be"
- "What if"
- "Still here" (solo en Japón)
- "My lucky day" (CD de promoción: Francia e Italia)

De In every waking moment (a dúo con el grupo suizo Lovebugs):
- "Avalon"

De Twist the Truth:
- "Here we are"